# Presidente Epitácio
Presidente Epitácio es un municipio brasileño del estado de São Paulo. Su población es de 42.585 habitantes (estimativas IBGE/2006) y su superficie de 1.281.8 km², lo que da una densidad demográfica de 33,2 hab/km².
Le debe su nombre al presidente brasileño Epitácio Pessoa.
Es uno de los 29 municipios del estado con categoría de Municipio de Estância Turística, por lo cual el gobierno estadual colabora con fondos para la promoción turística del mismo.

## Clima
El clima de Presidente Epitácio puede ser clasificado como clima tropical de sabana (Aw), de acuerdo con la clasificación climática de Köppen.

## Demografía
Datos del Censo - 2000
Población Total: 39.298
- Urbana: 36.355
- Rural: 2.943

- Hombres: 14.564
- Mujeres: 14.734

Densidad demográfica (hab./km²): 30,66
Mortalidad infantil (por mil): 22,24
Expectativa de vida (años): 68,13
Tasa de fecundidad (hijos por mujer): 2,08
Tasa de Alfabetización: 90,01%
Índice de Desarrollo Humano Municipal(IDH-M): 0,766
- IDH-M Renta: 0,720
- IDH-M Longevidad: 0,719
- IDH-M Educación: 0,860

- Datos: Q983495
- Multimedia: Presidente Epitácio / Q983495

1. ↑  Worldpostalcodes.org,código postal n.º 19470-000.